# Wickett (Teksas)
Wickett je gradić u američkoj saveznoj državi Teksas. Prema popisu stanovništva iz 2010. u njemu je živjelo 498 stanovnika.